# Asbecesta robusta
Asbecesta robusta es un insecto coleóptero de la familia Chrysomelidae. Fue descrita científicamente por primera vez en 1912 por Weise.